# Paul Reboux

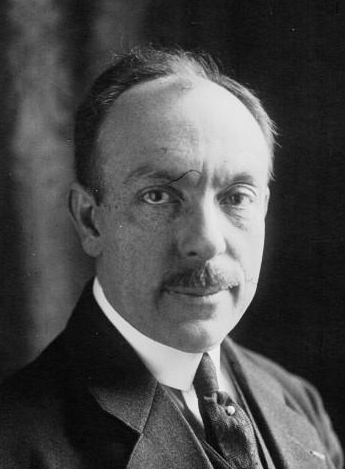
Paul Reboux 1921

Paul Reboux (* 21. Mai 1877 in Paris; † 14. Februar 1963 in Nizza) war ein französischer Schriftsteller. Er bildete zusammen mit Charles Muller ein Autorenduo, das für literarische Pastiches unter dem Titel A la manière de… bekannt war.

## Leben
André Amillet nahm als Pariser Journalist das Pseudonym Paul Reboux an. Zusammen mit dem gleichaltrigen Charles Muller, den er 1901 beim Militärdienst getroffen hatte, veröffentlichte er ab 1908 drei Serien literarischer Pastiches. Nach Mullers Kriegstod 1914 führte er das Unternehmen 1925 und 1950 allein fort. Daneben schrieb er zahlreiche Romane und Sachbücher, die teilweise auch ins Deutsche übersetzt wurden. Er starb in hohem Alter in Nizza, wo eine Straße nach ihm benannt ist.

## Werke (Auswahl)

### Pastiches

#### Mit Charles Müller
- (1908, erste Staffel) A la manière de... Paul Adam, Maurice Barrès, Henry Bataille, Tristan Bernard, Conan Doyle, José-Maria de Hérédia, Joris-Karl Huysmans, Francis Jammes, La Rochefoucauld, Maurice Maeterlinck, Mme Delarue-Mardrus, Mme de Noailles, Charles-Louis Philippe, Jules Renard, Shakespeare.
- (1910, zweite Staffel + erste Staffel) A la manière de... Octave Mirbeau, Henri de Régnier, Léon Tolstoï, Lamartine, Mme de Noailles, Baudelaire, Marcelle Tinayre, Mistral, Pierre Loti, Gyp, Jean Jaurès, Charles Dickens, Ed. de Goncourt, Émile Zola, Alphonse Daudet. Grasset, Paris 1910.
- (1913, dritte Staffel) A la manière de... Racine, Georges d’Esparbès, Henry Bordeaux, Gabriele d’Annunzio, Paul Déroulède, Henry Bataille, Chateaubriand, Paul Fort, G. Lenôtre, Max et Alex Fischer, Stéphane Mallarmé, André de Lorde, Charles Péguy, Marcel Prévost, Brieux, Abel Bonnard, Paul Verlaine, Rudyard Kipling, Émile Faguet, Catulle Mendès, Henry Bernstein. B. Grasset, Paris 1913.

#### Alleiniger Autor
- (1925, vierte Staffel) A la manière de... Paul Morand. Jean de la Fontaine. J. H. Fabre. J. J. Brousson. Marcel Boulenger. Francis Carco. Gustave Flaubert. Marcel Proust. Dr Mardrus. Paul Géraldy. Georges de Porto-Riche. Buffon. André Gide. Victor Hugo. Jean Giraudoux. Henry Bataille. Raymond Roussel. Léon Daudet. Henry Lavedan. Ctesse de Ségur. Henry Murger. Clément Vautel. Raymond Radiguet. Grasset, Paris 1925.
- (1950, fünfte Staffel) À la manière de... Octave Mirbeau, Henri de Régnier, Léon Tolstoï, Lamartine, Baudelaire, Mme de Noailles, Marcelle Tinayre, Mistral, Pierre Loti, Gyp, Jean Jaurès, Charles Dickens, Ed. de Goncourt, Émile Zola, Alphonse Daudet, Racine, Georges d’Esparbès, Henry Bordeaux, Gabriele d’Annunzio, Paul Déroulède, Henry Bataille, Chateaubriand, Paul Fort, G. Lenôtre, Max et Alex Fischer, Stéphane Mallarmé, André de Lorde, Charles Péguy, Marcel Prévost, Brieux, Abel Bonnard, Paul Verlaine, Rudyard Kipling, Émile Faguet, Catulle Mendès, Henry Bernstein. 2 Bde. Grasset, Paris 1950.

#### Postume Ausgaben
- A la manière de... Le livre de poche, Paris 1964, 1973.
- À la manière de... H. Bataille, G. Lenotre, Mallarmé und andere. Hrsg. Olivier Barrot. Grasset, Paris 1998.
- A la manière de… Tolstoï, Lamartine, Anna de Noailles, Baudelaire, Mistral, Loti, Gyp, Maeterlinck, Jammes, Barrès, Heredia, Tristan Bernard, Conan Doyle, Shakespeare, Racine, D'Annunzio, Chateaubriand, Déroulède. Hrsg. Olivier Barrot. Grasset, Paris 2003.
- À la manière de… Pastiches classiques. Hrsg. Nathalie Gonnard und Laure Néel. Magnard, Paris 2009.

### Weitere Werke (soweit ins Deutsche übersetzt)
- Les drapeaux. Flammarion, Paris 1921.
  - (deutsch) Der einzige Weg. Grethlein & Co., Zürich 1921. (übersetzt von Rudolf Fürst)
- Le Phare. Ollendorff, Paris 1907.
  - (deutsch) Der Leuchtturm. Rembrandt-Verlag, Berlin 1926. (übersetzt von Hans Jacob)
- Plats nouveaux. 300 recettes inédites ou singulières. Essai de gastronomie moderne. E. Flammarion, Paris 1927.
  - (deutsch) Der neue Gourmet. Kurt Wolff, München 1928. (übersetzt von Paul Johr; eingeführt von C. G. von Maaßen)
- Le nouveau Savoir-Vivre. Flammarion, Paris 1930.
  - (deutsch) Die neue Lebensart. Piper, München 1932. (übersetzt von Julie Elias)
- Comment fut aimée l’impératrice Joséphine. Flammarion, Paris 19353
  - (spätere Ausgabe) La vie amoureuse de Joséphine de Beauharnais. Castells, Paris 2000.
  - (deutsch) Leben und Liebe einer Kaiserin. Hugendubel, München 1935. (übersetzt von Alfons von Czibulka)
- L'A.B.C. de l’amour. Dictionnaire illustré par Peynet. Cannes 1949.
  - (deutsch) Abc der Liebe. Kleines Lexikon wohlerprobter Ratschläge gemischt mit vielen wissenswerten Dingen. A. Müller, Rüschlikon-Zürich 1955.

### Weitere Romane (soweit seit 2000 erschienen)
- Les alcôves de Louis XIV.  Castells, Paris 2000.
- Les deux amours de Cléopâtre. Castells, Paris 2000.
- La vie amoureuse de madame de Pompadour, reine et martyre. Castells, Paris 2000.